# Infekční rinotracheitida skotu

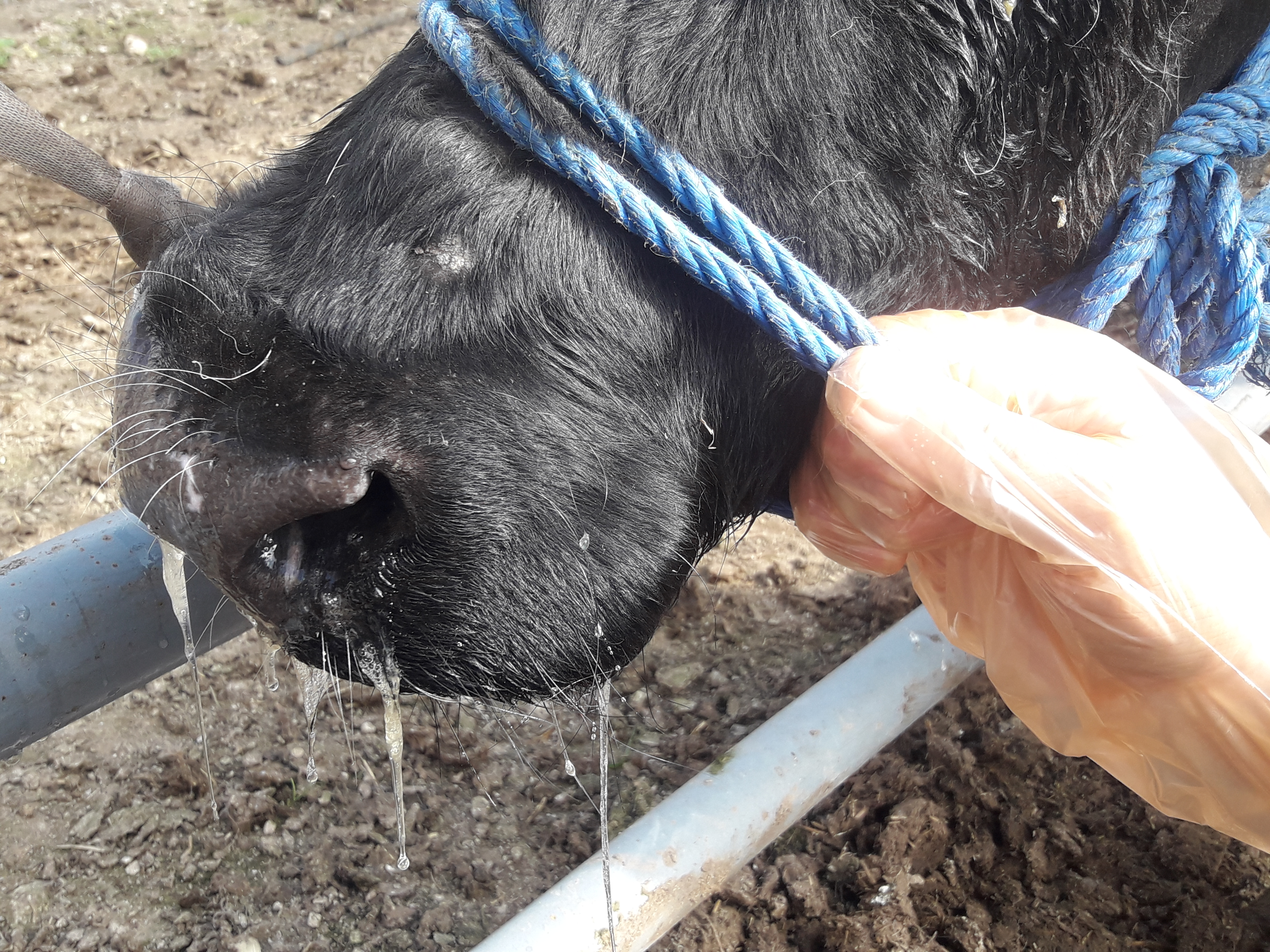
postižený jedinec

Infekční rinotracheitida skotu (také infekční bovinní rinotracheitida, zkratka IBR latinsky rhinotracheitis infectiosa bovum) je virové onemocnění skotu, vzácně i jiných zástupců čeledi turovitých a jelenovitých. Původcem je bovinní herpes virus BHV-1. Probíhá ve formě respirační (záněty horních cest dýchacích a spojivek), formě genitální nazývané IPV = infekční pustulózní vulvovaginitis (záněty na pohlavních orgánech obou pohlaví) nebo ve formě latentní (bez klinických projevů). Vyskytuje se po celém světě a probíhá enzooticky. Onemocnění významně ovlivňuje produktivitu v chovech skotu – snižuje laktaci u krav, snižuje hmotnostní přírůstky, snižuje plodnost krav (problémy se zabřezáváním, potraty). V České republice probíhal od roku 2006 do roku 2016 povinný národní ozdravovací program s cílem eradikovat IBR z českých chovů skotu. Přestože byl program ukončen, IBR máme ve státě stále. "Doléčení" se provádí na základě MVO (mimořádná veterinární opatření), kdy se v chovu vyhlásí karanténní opatření, veškeré ozdravování hradí ze 100 % stát.
Ve světě je IBR řazen mezi BRD (bovine respiratory disease). Je to multifaktoriální onemocnění, z virů ho kromě původce IBR způsobují BRSV (bovinní respiratorní syncytiální virus), BVD (bovinní virová diarrhea), PI 3 (parainfluenza). Nejprve nastoupí viry, ty připraví půdu pro bakteriální infekci (Mannheimia haemolytica, Pasteurella multocida, Haemophilus somnus a mykoplasmata). Zatímco proti virům se vakcinuje, bakteriální infekce se léčí antibiotiky.
Proti všem čtyřem virům společně se vyrábí polyvalentní vakcíny, kdy jedinou injekcí získají zvířata imunitu proti celému komplexu BRD. Čím méně se vyskytuje v chovech jeden vir, tím více se vyskytují ty ostatní. Zájem chovatele je mít dobytek v imunitě proti všem původcům BRD.
Vakcinace je široce používaná v Americe i Evropě, zatímco ozdravní metodou likvidace jediného viru z komplexu považuje většina světa za příliš drahé a neefektivní.
Do likvidace IBR se pustilo jen pár bohatých reginů na světě (Švýcarsko, Bavorsko, severní Itálie). I po ozdravní v chovech zůstávají ostatní původci BRD, navíc je nutno každý rok testovat veškerou populaci na IBR a pozitivní kusy likvidovat, plus vakcinovat proti ostatním původcům. Vychází to několikanásobně dráž, navíc riziko reinfekce je enormní.
Ozdravit stáda proti všem čtyřem hlavním virovým původcům BRD se zatím nikomu na světě nepodařilo. (Ani se o to nesnaží.)

## Boj proti BRD
Existuje jediný koncept boje proti respiračním nemocem skotu (Respirační syndrom skotu=BRD): vakcinace současně s minimalizací epidemiologických rizik (viz Kauzalita (epidemiologie)).
Tento koncept uznává zákon epidemiologie pro zvířata i lidi stejný: Vakcinovaný jedinec je v bezpečí.
Existují dva protichůdné koncepty boje proti IBR: stejná vakcinace jako u BRD kontra ozdravení. Slovem ozdravení se rozumí, že jedinec nemá vůbec žádné protilátky proti IBR.
Vakcinace vede. Je prováděna ve většině států světa a to polyvalentními vakcínami proti 4-6 původcům nemoci včetně IBR. Pokud se někdo pustí do ozdravování od IBR, musí nadále vakcinovat proti zbylým nemocem BRD. Z finančního hlediska je cena vakcín obsahujících IBR a neobsahujících shodná. Mnohdy jsou vakcíny bez IBR dražší, protože se jich vyrábí řádově mnohem méně. Dokázat, že je stát (region) ozdraven od IBR, navíc vyžaduje každoroční testování všech zvířat, což bývá dražší než samotná vakcinace.
Pokud se používá vakcinace proti BRD, pak se nic netestuje, jen se uvádí, jaké procento zvířat bylo v daném roce vakcinováno. Například v USA je každoročně vakcinováno přes 80% všech zvířat polyvalentními vakcínami BRD (včetně IBR).

## Historie ozdravováni od IBR v ČR
Pokusy ozdravit populaci v ČR od IBR byly historicky provedeny již 3x. Programy ozdravování od respiračních nemocí skotu byly pro chovatele dobrovolné a z ekonomického hlediska úspěšné. Výrazně se snížil počet zápalů plic u telat. Byly zrušeny profylaktoria (kotce s turnusovým odchovem novorozených telat) a velkokapacitní teletníky, byl zaveden vzdušný odchov telat. Po roce 1990 byly nakoupeny zahraniční vakcíny s vynikající imunitní odezvou. Respirační nemoci přestaly být existenčním problémem našich chovů.
Diagnostika respiračních nemocí v ČR byla překvalifikována: místo klinické diagnózy (zápal plic) se začala preferovat laboratorní diagnóza (IBR). To v ČR zúžilo boj proti všem původcům respiračních nemocí (BRD) na boj pouze proti IBR.
V roce 2005 u nás bylo 37,8% chovů prostých IBR. Jednalo se hlavně o plemenné chovy. Zbytek velkých stád skotu u nás byl z větší části vakcinován polyvalentními vakcínami proti IBR, BRSV, PA3,BVD (viz Respirační syndrom skotu). Zpravidla se vakcinovala telata, protože respirační onemocnění byla vážným problémem v teletnících i odchovnách mladého dobytka.
Pokud šel plemenný býček na testování do odchovny plemenných býků, musel být dvakrát naočkován proti IBR , byla mu odebrána krev a testována na přítomnost protilátek proti IBR. Pokud vyšel test negativně (vakcinace nebyla účinná), nemohl jít do odchovny. Jinými slovy veškerý plemenný dobytek byl povinně vakcinován a drtivá většina chovů vakcinovala alespoň telata.
Po vyhlášení NOP (národní ozdravný program) všechna tato zvířata byla pochopitelně seropozitivní. Všechna byla označena za „nakažená“, protože odlišit protilátky po prodělané nemoci od protilátek po vakcinaci nebylo tenkrát možné. V našich statistikách se tak paradoxně ČR před NOP vykazuje jako vysoce infikovaná na IBR. Ve skutečnosti byla více než třetina chovů ozdravená a zbylá část populace odolná (vakcinovaná).
Polyvalentní vakcína udržuje kvalitní imunitu celý rok, ale vakcinovaná zvířata jsou pozitivní nadosmrti. Chybou mnoha chovů bylo, že dospělý dobytek nebyl každoročně revakcinován, IBR se u nás považoval hlavně za nemoc telat a mladého dobytka.
Tehdy se na trhu objevila nová markrova vakcína, u které šlo odlišit protilátky po vakcinaci od protilátek po nemoci. Byla monovalentní (pouze proti IBR), dražší než klasické polyvalentní vakcíny, musela se aplikovat 2x ročně, získaná imunita nedosahovala tak vysokou hladinu protilátek. Laboratorní průkaz protilátek vyžaduje speciální test (ELISA - IBR Ab gE), validita laboratorního testu není dostatečná. Jedinec označený laboratoří jako negativní se může ukázat infikovaný. Stejně tak jedinec jednou vyšetřený jako pozitivní se při následném testu ukáže jako falešně negativní.
V roce 2006 byl zaveden čtvrtý a tentokrát povinný NOP (národní ozdravný program) proti IBR. Navazoval na tři předchozí programy, ale byl postaven právě na této nové markové vakcíně (Markrova vakcína). Používání všech ostatních vakcín je dodnes zakázáno.

## Ozdravené stádo od IBR
1. Radikální metoda – Celé stádo se vyšetřilo a pozitivní zvířata byla poražena. Je to nejrychlejší a nejdražší metoda. U mnoha takto ozdravených chovů se v následujících letech našlo dalších pár pozitivních zvířat. Nic se nevakcinuje.
2. Vakcinace markrovou vakcínou a porážka – Celé stádo je navakcinováno, poté vyšetřeno na IBR. Protože u markrové vakcíny dokážeme odlišit vakcinované kusy od těch „nemocných“, na jatka jdou pouze „nemocná“ zvířata. Mnohdy byla poražena zvířata vakcinovaná v mládí klasickými vakcínami, nemohla být nositelem viru (BHV-1).
3. Vakcinace markrovou vakcínou a obměna stáda – Stádo je otestováno. Celé stádo se vakcinuje mnoho let, až se z chovu vyřadí poslední pozitivní kus. Poté se otestují všichni jedinci, jsou-li negativní, s vakcinací se přestane.

Stádo je považováno za prosté IBR až poté, co je zcela bez protilátek proti IBR (musí být vyřazen i poslední vakcinovaný kus markrovou vakcínou).

## Plány a skutečnost IBR v ČR
Plán NOP proti IBR měl trvat jen 6 let, měl být ukončen v roce 2012 a naše daňové poplatníky to mělo to stát pouhých 458 milionů Kč (16 131 000 EUR). Ve skutečnosti trval 11 let, byl ukončen až 31.12. 2016 za stavu, kdy u nás bylo stále ještě pozitivních 27 chovů.
Ozdravení těchto chovů probíhá na základě MVO (Mimořádná veterinární opatření), kdy veškeré náklady hradí ze 100% stát. Pozitivní zvířata jsou během jednoho roku poražena, zbytek stáda je vakcinován. Každoročně dochází v několika chovech ke znovu vzplanutí IBR. Děje se tak proto, že ozdravené chovy nemají proti nemoci žádné protilátky, stačí jedno nemocné zvíře, roznese nákazu na vnímavé jedince.
Herpes viry jsou známé svou latencí: Dlouhé roky probíhá nemoc skrytě, zvíře nemá proti viru protilátky, poté najednou vypukne, zvíře klinicky onemocní, šíří nemoc.
Statut IBR prostý sát ČR stále ještě nemá. Ve chvíli, kdy ho získá, bude veškerý skot u nás bez imunity proti IBR. Zavlečení nákazy do panenského chovu má podstatně horší následky než do vakcinovaných chovů. Nemusí se jednat o nákup nakaženého skotu, stačí inseminační dávka ze země, kde se IBR vyskytuje (což je drtivá většina zemí EU i USA).
Každoročně se u nás vyšetřuje veškerý skot nad 2 roky stáří na protilátky proti IBR. Vakcinace proti ostatním chorobám BRD je dobrovolná. BRD je přítomna ve všech chovech v ČR.
Existují statistické důkazy, že čím méně máme BHV-1, tím více máme BRSV, BVD, PI3.
Z ekologického hlediska je alarmující, že se likvidace zvířat preferuje před jejich vakcinací.

## Přímý průkaz BHV-1
Přímý průkaz virů pomocí PCR je stále častější a levnější. Lze prokázat jediný vir z odebraného vzorku.
Přímý průkaz u IBR je možný jen ve stádiu virémie, tedy když je zvíře klinicky nemocné. Zatímco protilátky proti viru jsou v krvi přítomny často po zbytek života, virus z krve rychle vymizí. Nemoc může další roky probíhat skrytě (latentně), kdy se vir v krvi nedá detekovat. Pokud dojde ke stresu, může dojít ke znovu vzplanutí nemoci, k virémii, k nové tvorbě protilátek, k šíření BHV-1 do okolí.
Přímý průkaz z postižené tkáně: Odebere se nosní sekret nebo seškrab kožních změn na sliznici u zvířete, které je klinicky nemocné (provádí se výjimečně).
Přímý průkaz z bazénových vzorků mléka: Vzorek se odebere z celodenního nádoje všech krav v kravíně. Otestuje se celé stádo najednou pomocí PCR.
Přímý průkaz ze semene (zmrazené inseminační dávky): Certifikace doporučená OIE je přímý průkaz viru pomocí PCR. Většinou se provádí při exportu inseminačních dávek z plemenné stanice, případně u zmražených embryí. Díky novým metodám průkazu viru se mohou vakcinovat i plemenné chovy klasickými vakcínami. Dnes už mohou být v inseminačních dávkách přítomny protilátky, nesmí v nich být pouze vir BHV-1.
Pokud přímý průkaz viru zcela nahradí průkaz protilátek proti viru, stanou se markerové vakcíny zcela zbytečné. Za ozdravený chov budeme moci považovat chov bez BHV-1, ale v imunitě proti IBR (virologicky negativní a sérologicky pozitivní).